# Zmijavci
Zmijavci so naselje na Hrvaškem, ki je središče občine Zmijavci; le-ta pa spada pod Splitsko-dalmatinsko županijo.

## Znani krajani
- Ivan Gudelj - nekdanji nogometaš in nogometni trener
- Anita Hrstić, r. Gudelj - novinarka, urednica in voditeljica[1]
- Milan Ivkošić - novinar in publicist
- Mladen Karoglan - nogometaš in podjetnik
- Ivo Lončar - novinar in politik
- Ivan Milas - politik
- Luka Milas - znanstvenik
- Mijo Milas - psihiater, publicist, zgodovinar
- Milan Milas-Baraban - specialist interne medicine, dolgoletni zdravnik v imotski ambulanti
- Cvitan Milas-Baraban - mag. Oecc, književnik
- Miroslav Piplica - svetovni prvak v kickboksu
- Petar Šuto - nogometaš, bivši član Hajduka
- Ivica Todorić - podjetnik, predsednik Agrokor koncerna
- Zvonko Todorić - kegljač
- Hrvoje Zovko - novinar
- Mate Milas - književnik

## Demografija
| Pregled števila prebivalcev po letih | Pregled števila prebivalcev po letih | Pregled števila prebivalcev po letih | Pregled števila prebivalcev po letih | Pregled števila prebivalcev po letih | Pregled števila prebivalcev po letih | Pregled števila prebivalcev po letih | Pregled števila prebivalcev po letih | Pregled števila prebivalcev po letih | Pregled števila prebivalcev po letih | Pregled števila prebivalcev po letih | Pregled števila prebivalcev po letih | Pregled števila prebivalcev po letih | Pregled števila prebivalcev po letih | Pregled števila prebivalcev po letih |
| ------------------------------------ | ------------------------------------ | ------------------------------------ | ------------------------------------ | ------------------------------------ | ------------------------------------ | ------------------------------------ | ------------------------------------ | ------------------------------------ | ------------------------------------ | ------------------------------------ | ------------------------------------ | ------------------------------------ | ------------------------------------ | ------------------------------------ |
| 1857                                 | 1869                                 | 1880                                 | 1890                                 | 1900                                 | 1910                                 | 1921                                 | 1931                                 | 1948                                 | 1953                                 | 1961                                 | 1971                                 | 1981                                 | 1991                                 | 2001                                 |
| 442                                  | 0                                    | 585                                  | 667                                  | 794                                  | 816                                  | 0                                    | 949                                  | 2377                                 | 2405                                 | 2491                                 | 2195                                 | 2271                                 | 2535                                 | 2130                                 |